# Rajd Wisły 1997
Rajd Wisły 1997 – 45. edycja Rajdu Wisły. Był to rajd samochodowy rozgrywany od 19 do 20 września  1997 roku. Była to siódma runda Rajdowych Samochodowych Mistrzostw Polski w roku 1997. Rajd składał się z dwudziestu czterech odcinków specjalnych.

## Wyniki końcowe rajdu[1]
| Miejsce | Kierowca            | Pilot              | Samochód                  | Czas      | Strata   | Grupa Klasa |
| ------- | ------------------- | ------------------ | ------------------------- | --------- | -------- | ----------- |
| 1       | Robert Gryczyński   | Tadeusz Burkacki   | Toyota Celica GT-Four     | 1:38:47.0 | -        | A8          |
| 2       | Janusz Kulig        | Jarosław Baran     | Renault Mégane Maxi       | 1:39:15.0 | +28.0    | A8          |
| 3       | Leszek Kuzaj        | Artur Skorupa      | Mitsubishi Lancer Evo III | 1:44:49.0 | +6:02.0  | N4          |
| 4       | Robert Herba        | Dariusz Burkat     | Mitsubishi Lancer Evo III | 1:44:49.0 | +6:02.0  | N4          |
| 5       | Jarosław Pineles    | Maciej Wodniak     | Mitsubishi Lancer Evo III | 1:46:44.0 | +7:57.0  | N4          |
| 6       | Jerzy Wierzbołowski | Bogusław Lepiarz   | Ford Escort RS Cosworth   | 1:47:13.0 | +8:26.0  | A8          |
| 7       | Wojciech Zaborowski | Jan Szymczak       | Opel Astra GSi 16V        | 1:50:24.0 | +11:37.0 | N3          |
| 8       | Łukasz Sztuka       | Zbigniew Cieślar   | Nissan Sunny GTi          | 1:50:53.0 | +12:06.0 | N3          |
| 9       | Wiesław Stec        | Jakub Mroczkowski  | Mitsubishi Lancer Evo III | 1:51:26.0 | +12:39.0 | N4          |
| 10      | Jan Kościuszko      | Janusz Bronikowski | Renault Clio Maxi         | 1:52:04.0 | +13:17.0 | A8          |